# Prasso (Skantzoura)
Prasso (grekiska: Πράσσο) är en mindre ö i Grekland. Den ligger strax väster om Skantzoura i ögruppen Sporaderna och regionen Thessalien, i den östra delen av landet, 130 km norr om huvudstaden Aten. Arean är 0,44 kvadratkilometer.